# Caledon Lake
Caledon Lake är en sjö i den kanadensiska provinsen Ontario.   Den ligger i Regional Municipality of Peel, i den sydöstra delen av landet, 400 km väster om huvudstaden Ottawa. Arean är 0,51 kvadratkilometer. Den sträcker sig 1,2 kilometer i nord-sydlig riktning, och 0,7 kilometer i öst-västlig riktning.